# 程美东
程美东（1969年7月—），安徽无为人，国家“万人计划”哲学社会科学领军人才，北京大学教授。

## 生平
2001年毕业于北京师范大学中共党史专业，获法学博士学位。曾任中国政法大学人文学院国情研究所所长，马克思主义学院副院长，北京大学马克思主义学院副院长。现任北京大学马克思主义学院克思主义中国化研究所长、教授、博士生导师。

## 学术贡献
主要从事中共党史、马克思主义中国化、中国现代化思想史等研究工作。主持国家社科基金重大项目、重大委托项目等科研项目十余项，发表学术论文200余篇，独著、主编著作10余部。研究成果获北京市哲学社会科学二等奖2项。入选教育部思政课择优计划人选、中宣部“四个一批”理论人才、国家“万人计划”哲学社会科学领军人才。

## 社会兼职
国务院学位委员会第八届学科评议组中共党史党建学学科评议组成员，教育部思政课教学指导委员会委员兼分教指导委员会副主任，全国毛泽东哲学思想研究会副会长，中国文献研究会周恩来研究分会副会长，北京高校中国化马克思主义教学研究会会长。